# تساعي (موسيقى)
التساعي (بالإنجليزية: Nonet)‏ مصطلح يطلق في أغلب الأحوال علي أي عمل موسيقي يقوم تسعة أشخاص بالاشتراك في تقديمه من خلال فرقة موسيقية.

## استخدامات المصطلح

### في الموسيقي الكلاسيكية
في هذا النوع من الموسيقي، وعلي عكس الفرق الأخرى، فهنا لا يشترط توع معين أو ترتيب معين للآلات الموسيقية - كما في رباعية الآلات الوترية مثلا - بل الأمر متروك لعمل تكوينات كيفما يشاء مؤلف القطعة الموسيقية.
- من أشهر التساعيات ما قام به المؤلف الموسيقي فرانز شوبرت في 1812 حيث ألف تساعية احتوت علي آلتي كلارينت وآلاتي كونترباص وآلتي بوق وآلتي باص وآلتي ترومبين.
- كما قام المؤلف الموسيقي لويس سبوهر في 1813 بتأليف قطعة موسيقية لآلات الفلوت والأوبوا والكلارينت، البوق، الكمان، الفيولا، التشيللو ومعهم الباص.

### استخدامات آخري
- كما يطلق هذا اللفظ لوصف ثمانية أشياء تشكل في مجموعها وحدة معينة كما في علم الحاسبات.
- كما يطلق أيضا في الشعر علي قصيدة ذات تسعة أبيات.